# 偽ドミトリー1世
偽ドミトリー1世（にせドミトリーいっせい、ロシア語: Лжедмитрий I, 英語: False Dimitri I, 1582年10月19日 - 1606年5月17日）はモスクワ国家のツァーリ（在位1605年7月21日 - 1606年5月17日）。動乱時代にイヴァン4世の末子ドミトリー皇子を僭称した最初の人物で、その権利によって即位し、ドミトリー2世と数えられた。

## 生涯

### 出現

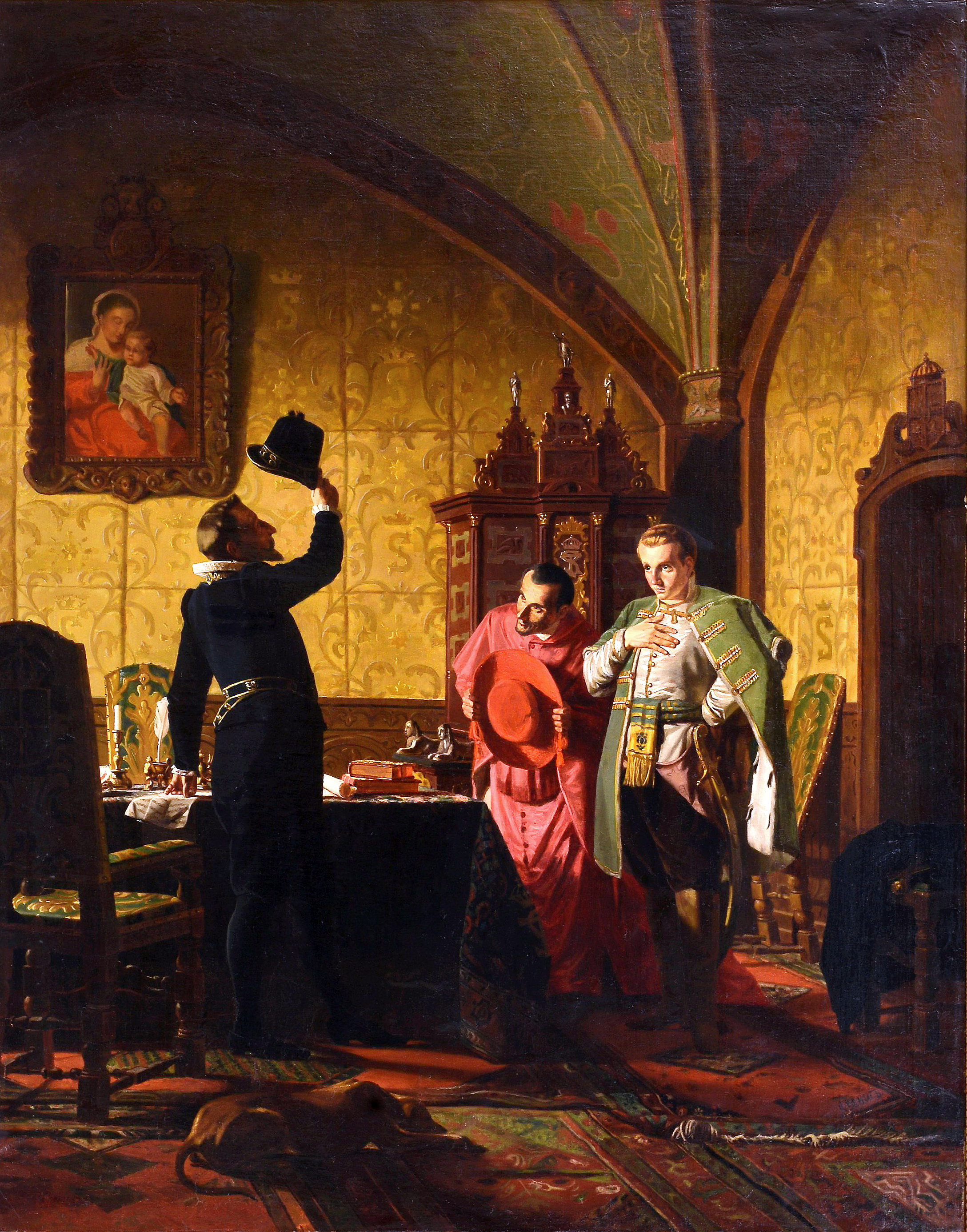
ジグムント3世に忠誠をちかう偽ドミトリー

ドミトリーは1600年頃にその存在が知られ始めたらしく、モスクワ総主教イオフは彼の存在を伝え聞き、その実在を把握している。しかし、ボリス・ゴドゥノフが追手を差し向けると、ドミトリーはウクライナ地方のオストロフに逃れてコンスタンチン・オストロジスキー公の保護を受け、その後リトアニアの大貴族ヴィシニョヴィエツキ家の庇護下に入った。アダム・ヴィシニョヴィエツキとミハウ・ヴィシニョヴィエツキはロシア情勢に介入する口実とみて、ドミトリーの主張を支持した。
ドミトリーにはポーランドの先王ステファン・バートリの私生児だという噂があり、後世の逸話ではそのことを明かしたドミトリーが怒った主人に殴られたとされる。ドミトリーは「母親」であるイヴァン4世の未亡人マリヤ・ナガヤに向けて、自分はウグリチで1591年に殺されたと思われたとき、実はボリス・ゴドゥノフの刺客から逃げて、ある医師の手助けで修道院に匿われて成長したと主張した。そして、その医師の死後、ドミトリーはポーランドに逃れ、ヴィシニョヴィエツキ家の庇護を受けるまでの短期間は教師をしながら暮らしたとも証言した。ドミトリーが皇子に容姿が似ているとイヴァン4世も述べた、という荒唐無稽な話まで多くの人々が信じたようである。またドミトリーは乗馬や読み書き、ポーランド語とロシア語両方を使いこなすといった貴族的素養を示した。
ドミトリーの主張を信じたかどうかはともかく、アダム・ヴィシニョヴィエツキ、ロマン・ルジニスキ、ヤン・ピョトル・サピエハその他何人かの貴族たちは、ボリス・ゴドゥノフの対抗馬に彼を担ごうと画策した。1604年3月、ドミトリーはクラクフの王宮でポーランド王ジグムント3世に引き合わされた。国王は彼を一時的に支援したが、モスクワ大公位奪取のための直接的な援助は約束しなかった。イエズス会からの支援を仰ごうとしたドミトリーは、1604年4月17日密かにカトリックに改宗し、教皇特使ランゴーニから支持の確約を取り付けることに成功した。またイェジー・ムニーシェフにも助力を頼み、その代償として即位した暁にはプスコフ、ノヴゴロド、スモレンスク、ノヴゴロド・セーヴェルスキーをムニーシェフ家に渡し、彼の娘マリナ・ムニーシェフを皇妃に迎えると約束した。

### 簒奪
ボリス・ゴドゥノフはこの僭称者の存在を聞くと、特にはっきりした情報も掴めないうちに、彼を逃亡した修道士グレゴリー・オトレピエフ（俗名ユーリー）だと宣言した。しかし、ボリスがこの噂を広めようと努力するほど、ドミトリー支持者が増えていった。何人かの大貴族は、ボリスの政府に服従しなくて済むという理由から、僭称者への支持を表明した。ドミトリーは多くの支持者を得て小規模な軍隊を組織し、さらにポーランド・リトアニア共和国のマグナートから約3,500名のミリシア供出を受けて、1604年6月にロシア領内に入った。南部のコサックを始めとするゴドゥノフの敵対者達が、ドミトリーのモスクワ進軍に参加した。ドミトリー軍は戦意の低いモスクワ国家軍と2度交戦し、1度目はクルスクを始め4都市を陥落させて勝利したが、2度目は大敗しかけて滅亡寸前に追い込まれた。劣勢に立たされていたドミトリーが持ち直したのは、ツァーリであるボリス・ゴドゥノフの崩御の報が入ったおかげである。
ボリスの唐突な死でドミトリーを拒む大義名分を失ったロシア側は、うやむやのうちにドミトリー支持に回る者が相次ぎ、1605年6月1日（グレゴリオ暦6月10日）にはボリスの後継者フョードル2世がモスクワで逮捕された後、母親であるボリス・ゴドゥノフの妃マリヤ・スクラートヴァ＝ベリスカヤと共に処刑された。6月20日、僭称者は首都モスクワに凱旋入城を果たし、自ら新たに選んだギリシア人総主教イグナチオスの手で、6月21日に戴冠式を執り行った。

### 治世

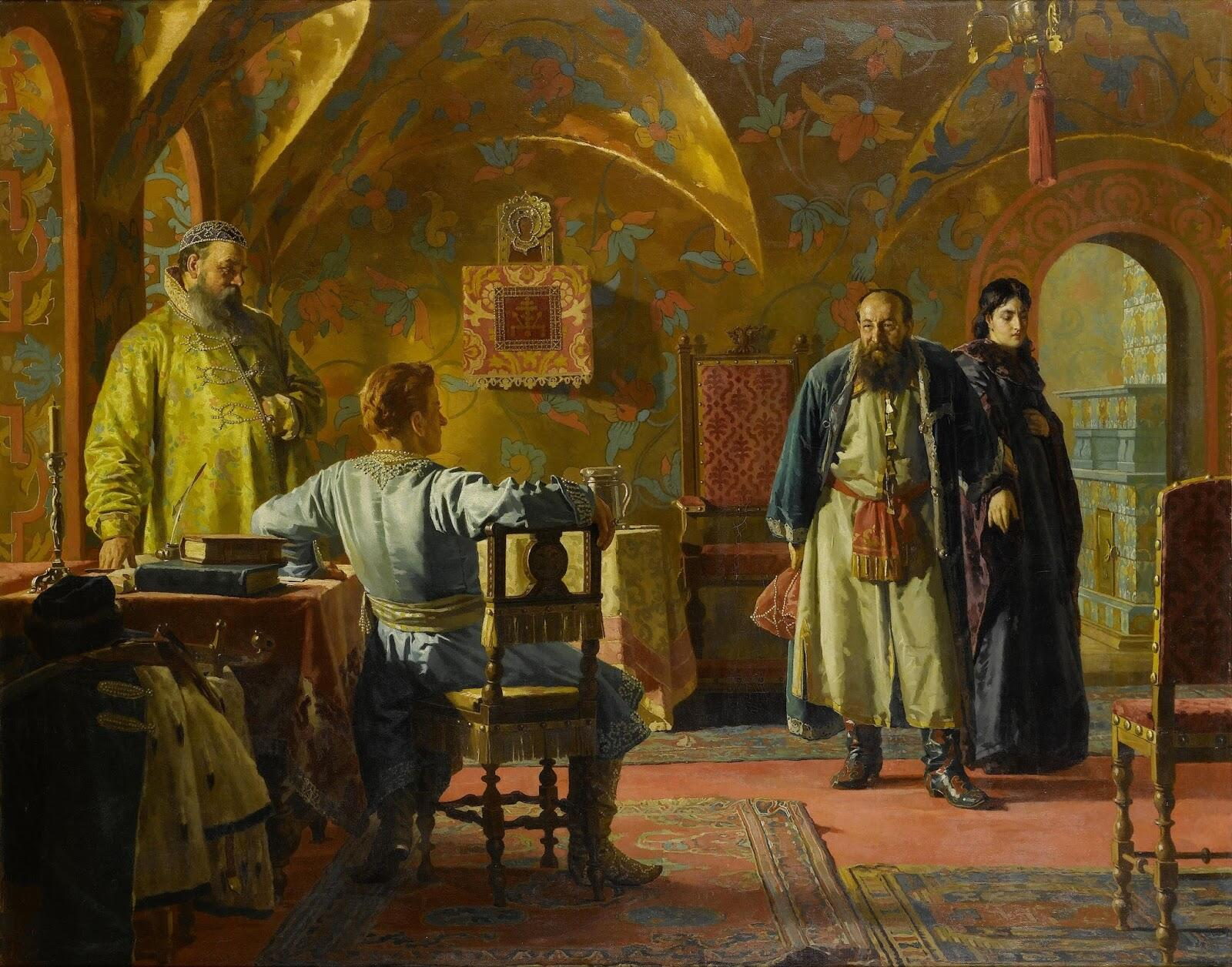
偽ドミトリーの前に引き出されたボリスの娘クセニア

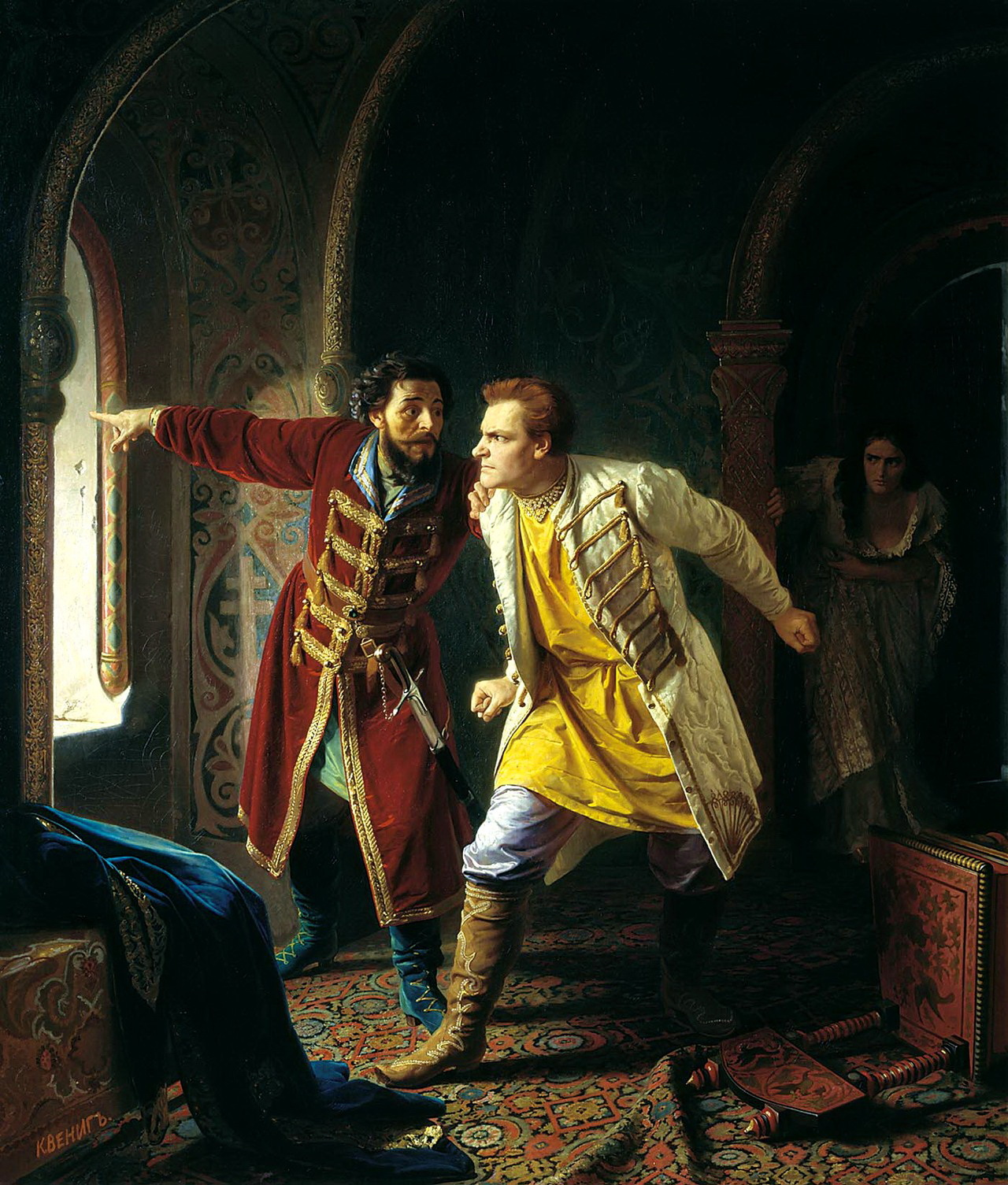
偽ドミトリーの最期

ツァーリとなったドミトリーは、まず権力の正統化のためにイヴァン4世の眠るアルハンゲリスキー大聖堂の墓所に詣で、また「母親」マリヤ・ナガヤの住む修道院を訪問して息子だと認めさせた。ゴドゥノフ家で1人だけ処刑を免れたボリスの娘クセニヤは、無理やりドミトリーの妾にされた。ボリスによって失脚させられたロマノフ家、シュイスキー家、ゴリツィン家などの大貴族たちは、こぞって彼に忠誠を誓いモスクワへの帰還を許され、フィラレートはロストフ府主教に任ぜられた。一方、ドミトリーをツァーリと認めないイオフ総主教は解任・追放された。ドミトリーは政治・経済に関する改革に着手し、聖ユーリーの日の慣行を復活させて農民の社会的地位の改善を図った。また対外的にはポーランド・リトアニア共和国およびローマ教皇との同盟を結ぼうとし、オスマン帝国との戦争を目論んで民衆に火器の製造を命じた。また、ドミトリーは書簡の中でピョートル1世（ピョートル大帝）より100年以上前に「皇帝（インペラトル）」の自称を用いているが、これは当時の人々に受け入れられることはなかった。
1606年5月8日、ドミトリーはマリナ・ムニシュフヴナと結婚したが、宗派の違う皇妃は婚礼にさいして正教会に改宗するという慣例を破り、マリナはカトリック信仰を許された。ドミトリーはポーランド側に譲歩して、即位後にカトリックに改宗しているから、妻に改宗を求めないのだという見方が広まった。このことはロシア正教会、大貴族や民衆の烈しい反発を招き、以前から彼に不満を持ち始めていたヴァシーリー・シュイスキーらの大貴族が、カトリック信仰とソドミーを広めたという罪でドミトリーを糾弾し始めた。ドミトリーがいまだにモスクワに駐屯させているポーランド軍の守備隊が、モスクワで頻繁に乱暴狼藉を働いていることが民衆の怒りを買っていたことも手伝い、彼ら反ドミトリー勢力は民衆の支持を受けた。婚礼から間もない5月17日の朝、反乱者がクレムリンを急襲した。ドミトリーは窓から逃げようとして脚を骨折し、反乱者の一人に見つかり殺害された。遺体は赤の広場で見せしめにされた上で焼却され、焼け残った遺灰は大砲に詰められポーランドに向けて発射された。
ドミトリーの死後、一時は息子と承認したマリヤ・ナガヤは、ドミトリー皇子ではなかったと正式に否定している。

## フィクション
- シラー、スマロコフ、プーシキン、ホミャコーフが偽ドミトリー1世の物語を戯曲化し、ドヴォルザークが『ディミトリー』、ムソルグスキーが『ボリス・ゴドゥノフ』としてそれぞれオペラを作っている。
- リルケはその唯一の長編小説『マルテの手記』の中で、偽ドミトリー1世の破滅の物語を叙述している。
- ハロルド・ラムは The Wolf Master という短編の中で偽ドミトリー1世の死を脚色し、彼は暗殺者の追跡から逃れ、コサックの追手に付きまとわれながら東へと逃げたとしている。